# Juliusz Roland
Juliusz Roland (ur. 12 sierpnia 1924 w Wejherowie, zm. 18 maja 1977 w Warszawie) – polski aktor, syn aktora Jerzego Rolanda i tancerki Aliny Welińskiej, mąż Zofii Laskowskiej.

## Życiorys
Ukończył Gimnazjum im. Tadeusza Czackiego w Warszawie i zdał maturę na tajnych kompletach. Walczył w powstaniu warszawskim. Po kapitulacji został wywieziony do Stalagu IV B-Mühlberg. Powrócił do kraju w 1947. Po konkursie na lektorów rozpoczął współpracę z Polskim Radiem. W teatrze i filmie grywał epizody. W 1963 został etatowym pracownikiem PR prowadząc m.in. audycję Muzyka i aktualności oraz Z kraju i ze świata. Pochowany na cmentarzu ewangelicko-augsburskim przy ulicy Młynarskiej (aleja 16, grób 42).

## Filmografia
- 1976 – Człowiek z marmuru (współoskarżony wraz z Witkiem),
- 1964 – Pierwszy dzień wolności
- 1961 – Ludzie z pociągu (pasażer okradziony przez Kwaśniewskiego),
- 1959 – Zamach (1959)
- 1954 – Pokolenie